# Ofek Pesach

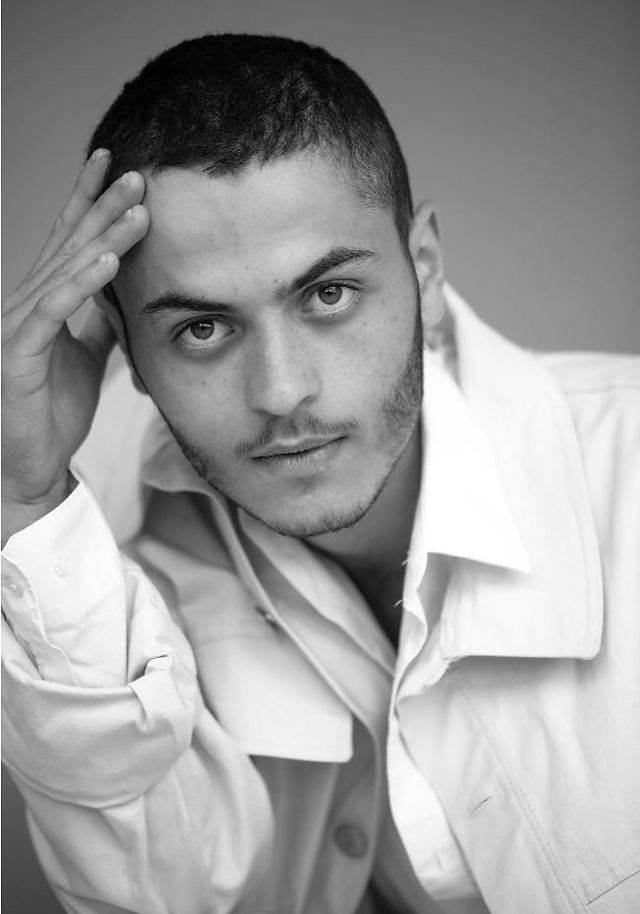
Ofek Pesach

Ofek Pesach (hebräisch אופק פסח; * 9. Juli 2001 in Kfar Saba, Israel) ist ein israelischer Schauspieler.

## Leben und Karriere
Pesach wurde am 9. Juli 2001 in Kfar Saba geboren. Er besuchte die Katznelson School. Seinen Wehrdienst machte er bei der IDF. Er gab sein Debüt 2019 in der Fernsehserie BatEl HaBetula. Anschließend spielte er 2020 in dem Film Eretz HaSheleg mit. Von 2021 bis 2022 wurde er für die Serie HaMefakedet gecastet. Zwischen 2021 und 2023 trat er in Sky auf.
2022 bekam Pesach in dem Film Wait for Me eine Hauptrolle.  Außerdem setzte er 2024 seine Karriere in Come Closer fort. Im selben Jahr spielte Pesach in der Serie Af Ehad Lo Ozev et Palo Alto mit.

## Filmografie (Auswahl)
Serien
- 2020: Eretz HaSheleg
- 2022: Wait for Me
- 2024: Come Closer

Serien
- 2019: BatEl HaBetula
- 2021: Me'ila
- 2021: Alumim
- 2021–2022: HaMefakedet
- 2021–2023: Sky
- 2022: Exceptional
- 2022: Traitor
- 2024: Af Ehad Lo Ozev et Palo Alto